# Tabanus karenkoensis
Tabanus karenkoensis är en tvåvingeart som beskrevs av Tokuichi Shiraki 1932. Tabanus karenkoensis ingår i släktet Tabanus och familjen bromsar.
Artens utbredningsområde är Taiwan. Inga underarter finns listade i Catalogue of Life.